# Кадвел (Џорџија)
Кадвел (Џорџија) (енгл. Cadwell) град је у америчкој савезној држави Џорџија. По попису становништва из 2010. у њему је живело 528 становника.

## Демографија
Према попису становништва из 2010. у граду је живело 528 становника, што је 199 (60,5%) становника више него 2000. године.
| Група             | 2000.       | 2010.       |
| Белци             | 282 (85,7%) | 363 (68,8%) |
| Афроамериканци    | 43 (13,1%)  | 154 (29,2%) |
| Азијати           | 1 (0,3%)    | 0 (0,0%)    |
| Хиспаноамериканци | 3 (0,9%)    | 11 (2,1%)   |
| Укупно            | 329         | 528         |